# Sé titular de Cuncacestre
Diocese de Cuncacestre (em latim: Dioecesis Cuncacestrensis) ou de São Cuteberto (em latim: Sancti Cuthberti), também Diocese de Chester-le-Street, foi uma sé do bispo anglo-saxão de Lindisfarne e subsiste como uma sé titular da Igreja Católica Romana.

## Nome
Cuncacestre refere-se à cidade de Chester-le-Street, local onde, durante um determinado período (cerca de 854-990) fixaram residência os bispos de Lindisfarne.

## História

### Início da diocese
A igreja foi estabelecida para abrigar o corpo de Cuteberto de Lindisfarne, bispo de Lindisfarne de 684 a 687. Após sua morte, ele se tornou um dos santos mais venerados da época, com um culto significativo e o Venerável Beda escrevendo uma biografia em verso e prosa dele. Então, quando expulsos de Lindisfarne por ataques vikings em 875, os monges, liderados por Eardulfo de Lindisfarne, levaram o caixão de São Cuteberto junto com outros itens valiosos, incluindo os Evangelhos de Lindisfarne. Eles vagaram por sete anos.[carece de fontes?]
Eles acabaram se estabelecendo em Chester-le-Street (então chamada Cunecaster ou Conceastre), no local do antigo forte romano de Concangis, em 883, em terras concedidas a eles por Gutredo.
Eles construíram uma igreja de madeira e um santuário para as relíquias de São Cuteberto, dedicando-o a Santa Maria e São Cuteberto Embora não houvesse escassez de pedra nas ruínas de Concangis, eles não construíram uma igreja de pedra; foi sugerido que eles não pretendiam ficar tanto tempo quanto acabaram ficando. Foi construído dentro do forte romano, que embora abandonado mais de quinhentos anos antes, ainda pode ter oferecido alguma proteção, bem como acesso ao norte e ao sul ao longo da Cade's Road e ao mar pelo rio Wear.

### Centro do Cristianismo
Cuncacestre foi o centro do Cristianismo em grande parte do nordeste, porque era a sé do bispo de Lindisfarne, tornando a igreja uma catedral. A diocese se estendia entre os limites de Danelaw em Teesside no sul, de Alba em Lothian no norte e o Mar da Irlanda no oeste. A autoridade do bispo foi confirmada por Alfredo, o Grande, e pelos próximos 112 anos a comunidade foi baseada aqui, visitada pelos reis Etelstano e Edmundo, que deixaram presentes para a comunidade, para adicionar aos tesouros trazidos de Lindisfarne.
O mais notável entre seus tesouros eram os Evangelhos de Lindisfarne, criados em Lindisfarne por volta de 715. Eles foram comprados com os monges depois que eles deixaram Lindisfarne. Enquanto estavam aqui, eles foram traduzidos do latim para o inglês, em algum momento entre 947 e 968, pelo bispo Aldredo escrevendo uma glosa em inglês antigo acima do texto, tornando-os a mais antiga tradução inglesa sobrevivente dos Evangelhos.
Os Evangelhos e o caixão de São Cuteberto eram relíquias importantes para a diocese e os monges.

### Transferência para Durham
Os ataques vikings foram renovados sob o reinado de Etelredo II. Em 995, o bispo Alduno novamente se viu vulnerável ao ataque dinamarquês e fugiu com o corpo de São Cuteberto para Ripon.
Danigeldo foi pago novamente e a paz foi restaurada. Alduno estava a caminho de Durham para restabelecer a sé em Chester-le-Street quando recebeu uma visão divina de que o corpo de São Cuteberto deveria permanecer em Durham. Uma capela de pedra foi construída para receber os restos mortais do corpo de São Cuteberto e Alduno começou uma grande igreja no local da Catedral de Durham, que foi concluída e consagrada em 999. A sé e diocese de Lindisfarne (e Cuncacestre) foi transferida para Durham e o título do bispo tornou-se Bispo de Durham, com Alduno se tornando o primeiro Bispo de Durham.
A igreja de madeira permaneceu no local até ser substituída por uma igreja de pedra em meados do século XI, e agora é a Igreja de Santa Maria e São Cuteberto.

### Sé titular
Desde 1969 Cuncacestre está incluída entre os bispados titulares da Igreja Católica Romana; desde 18 de março de 2020 o bispo titular é David Ernest Charles Evans, bispo auxiliar de Birmingham.

## Bispos titulares
- Hugh Lindsay (13 de outubro de 1969 - 12 de dezembro de 1974 - Bispo de Hexham e Newcastle;
- Owen Francis Swindlehurst (10 de junho de 1977 - 28 de agosto de 1995);
- Alan Stephen Hopes (4 de janeiro de 2003 - 11 de junho de 2013) - Bispo de East Anglia;
- Robert Byrne, C.O. (15 de março de 2014 - 4 de fevereiro de 2019) - Bispo de Hexham e Newcastle;
- David Ernest Charles Evans (18 de março de 2020 - presente).[12][13]